# Margit
Margit je žensko osebno ime.

## Izvor imena
Ime Margit je različica slovenskega ženskega osebnega imena Marjeta. Ime Margit originalno izvira iz Nemčije. Pogosto je v rabi tudi na Madžarskem.

## Pogostost imena
Po podatkih Statističnega urada Republike Slovenije je bilo na dan 31. decembra 2007 v Sloveniji število ženskih oseb z imenom Margit: 108.

## Osebni praznik
Osebe z imenom Margit lahko godujejo takrat kot osebe z imenom Marjeta.